# Goudgera, Yadgir
Goudgera là một làng thuộc tehsil Yadgir, huyện Gulbarga, bang Karnataka, Ấn Độ.